# PLOS Genetics
PLOS Genetics — це рецензований науковий журнал відкритого доступу, заснований у 2005 році та виданий Публічною науковою бібліотекою (PLOS). Журнал охоплює дослідження з усіх аспектів генетики та геноміки.
Головним редактором-засновником був Уейн Н. Франкель (Медичний центр Колумбійського університету). Нинішніми головними редакторами є Грегорі С. Барш (Інститут біотехнології HudsonAlpha та Медична школа Стенфордського університету) та Грегорі П. Копенгавер (Університет Північної Кароліни в Чапел-Хілл).

## Реферування та індексування
Журнал реферується та індексується за:
- Biological Abstracts[2]
- BIOSIS Previews[3]
- CAB Abstracts[4]
- Chemical Abstracts Service[5]
- Current Contents/Life Sciences[3]
- EBSCO databases[6]
- Embase[7]
- Index Medicus/MEDLINE/PubMed[8]
- Science Citation Index[3]
- Scopus[9]
- The Zoological Record[3]

Відповідно до Journal Citation Reports, імпакт-фактор журналу на 2020 рік становить 5,917. 

## Премія за дослідження
Починаючи з десятого року видання, журнал щорічно присуджує премію PLOS Genetics Research Prize у розмірі 5000 доларів США за найкращу статтю, опубліковану в попередньому році на основі номінацій від членів генетичної спільноти.